# 紫雲ミャオ族プイ族自治県
紫雲ミャオ族プイ族自治県（しうん-ミャオぞく-ブイぞく-じちけん）は中華人民共和国貴州省安順市に位置する自治県。

## 行政区画
下部に3街道、8鎮、2郷を管轄する。
- 街道
  - 松山街道、五峰街道、雲嶺街道
- 鎮
  - 格凸河鎮、猴場鎮、猫営鎮、板当鎮、宗地鎮、大営鎮、壩羊鎮、火花鎮
- 郷
  - 白石岩郷、四大寨郷

## 交通

### 道路
- 高速道路
  - S50 恵興高速道路
  - S55 遵望高速道路